# 哥尼·侯斯
哥尼·侯斯（Kortney Paul Duncan Hause，1995年7月6日—）是百慕達裔英格蘭職業足球運動員，司職後衛，現時被英超球隊阿士東維拉外借至英冠球隊沃特福德。

## 榮譽

### 俱樂部
阿士東維拉
- 英格蘭足球冠軍聯賽附加賽冠軍：2019年

## 外部連結
- 足球数据库：哥尼·侯斯的球员统计数据
- Soccerway資料庫：哥尼·侯斯